# Kongsijaya
Kongsijaya is een bestuurslaag in het regentschap Indramayu van de provincie West-Java, Indonesië. Kongsijaya telt 3209 inwoners (volkstelling 2010).